# Franz Hagens
Franz Moritz Ludwig Günter Hagens (* 15. September 1835 in Großglogau, Schlesien; † 6. September 1894 in Berlin) war ein deutscher Jurist und Angehöriger des Preußischen Abgeordnetenhauses.

## Leben und Beruf
Franz Hagens, Sohn eines Oberappellationsgerichts- und Justizrates, studierte nach dem Abitur in Paderborn zusammen mit seinem jüngeren Bruder Carl Hagens gemeinsam Rechtswissenschaften in Bonn, Göttingen – wo sie gemeinsam der Burschenschaft Hannovera beitraten – und Berlin. Nach der dem Studium folgenden üblichen Juristenausbildung mit erstem und zweitem Staatsexamen war er fünf Jahre lang als Gerichtsassessor im Bezirk des Kammergerichts Berlin tätig. 1866 wurde er Kreisrichter in Graudenz; 1869 Stadt- und Kreisgerichtsrat in Danzig. Seine Versetzung an das Stadtgericht Berlin erfolgte 1873.
Zwei Jahre danach wurde er mit einer außergewöhnlichen richterlichen Tätigkeit betraut: Er wurde mit Wirkung vom 24. Juni 1875 für die Dauer seiner Verwendung an die neu errichteten Internationalen Gerichtshöfe in Kairo abgeordnet. Von 1876 bis 1882 war er Präsident des Gemischten Gerichtshofs, der sich insbesondere mit Handelssachen befasste, bei denen einer der Vertragspartner kein Ägypter war. 1882 nach Deutschland zurückgekehrt, bekleidete er sechs Jahre das Amt eines Senatspräsidenten am Oberlandesgericht Posen. Von 1886 bis 1888 gehörte er als Mitglied der Nationalliberalen Partei dem Preußischen Abgeordnetenhaus für den Wahlkreis Breslau 7 (Waldenburg, Reichenbach) an. Auf seinen Wunsch hin erfolgte 1888 die Versetzung an das Kammergericht Berlin. Krankheitsbedingt wurde ihm 1893 die Versetzung in den Ruhestand gewährt.

## Ehrungen
- 1882: Allerhöchste Genehmigung zur Anlegung des ihm von Seiner Hoheit Tawfiq des Khediven von Ägypten verliehenen Osmanie-Ordens 3. Klasse
- 1884: Verleihung des Roten Adler-Ordens IV. Klasse
- 1888: Verleihung des Roten Adler-Ordens III. Klasse mit der Schleife
- 1893: Ernennung zum Geheimen Oberjustizrat mit dem Rang eines Rates 2. Klasse

## Schriften
- Von der aegyptischen Justizreform. Sonderdruck aus der Kölnischen Zeitung, Köln: Druck von M. Dumont-Schauberg, 1883.